# وارنزبرگ (میزوری)
وارنزبرگ (به انگلیسی: Warrensburg) شهری در شهرستان جانسون ایالت میزوری است که جمعیت آن در سرشماری سال ۲۰۱۰ میلادی ۱۸٫۸۳۸ نفر بوده است.